# Luis Fonsi
Luis Alfonso Rodríguez López-Cepero, cunoscut ca Luis Fonsi, (n. 15 aprilie 1978, San Juan, Puerto Rico), este un cântăreț, compozitor și actor de telenovele portorican.

## Biografie
Luis Alfonso Rodriguez Lopez s-a născut pe data de 15 aprilie 1978 în capitala San Juan din Puerto Rico. Are doi frați: Jean și Tatiana. De mic, Luis Fonsi deja arăta semnale că muzica este cea care îi va forma viitorul. La numai 3 ani imita cântăreți din grupul popular Menudo, și cu o mică vârstă s-a integrat în Corul de Copii din San Juan. La doar 10 ani s-a mutat cu toată familia lui în Orlando(Florida). Acolo s-a integrat în școala Dr. Phillips High School unde a format parte dintr-un grup muzical cu niște colegi de școală. Muzica era deja o piesă foarte vitală și importantă în viața lui Luis Fonsi. Fiind de o așa formă a studiat muzica în Universitatea Estatal de Florida.
În 1998 a scos la vânzare primul său disc care se numește “ Comenzaré” și care a avut o mare recunoștință în premiile Bilboard. Asta l-a făcut să scoată la vânzare și al doilea disc “Eterno” care a fost lansat internațional mulțumită consolidării în Puerto Rico și EE.UU.
În anul 2000 Luis Fonsi a participat în Jubileo 2000 unde a cântat în fața papei catolic Ioan Paul al II-lea. În același an Endita Nazario primește un Grammy Latino cu o melodie compusă de Fonsi și care a colaborat într-un omenaj al victimelor de 11-S în Casa Alba alături de alți artiști.

## Discografie

### Albume de studio
- Comenzaré (1998)
- Eterno (2000)
- Amor Secreto (2002)
- Abrazar la vida (2003)
- Paso a Paso (2005)
- Palabras del Silencio (2008)
- Tierra Firme (2011)
- 8 (2014)
- Vida (2019)

### Compilatii
- Remixes (2001)
- Fight the Feeling (2002)
- Éxitos 98:06 (2006)
- Romances (2013)

### DVD-uri
- Luis Fonsi Live (2004)
- Éxitos 98:06 Los Videos (2006)